# جغرافيا تنزانيا
تمتد تنزانيا بين خطي عرض 40ر1° ـ30ر12° جنوبا، وبين خطي طول 29°ـ40° شرق غرينتش شاغلة مساحة قدرها 945 ألف كم² . وتجاور من الشمال كينيا وأوغندا، ومن الغرب رواندا وبوروندي والكونغو الديمقراطية، ومن الجنوب زامبيا وملاوي وموزمبيق، ويحدها من الشرق المحيط الهندي الذي يحتوي على مجموعة من الجزر التابعة لتنزانيا، ومن أهم هذه الجزر جزيرة بمبا الذي يخترقها عرض 5° جنوبا شاغلة مساحة 1564 كم، وجزيرة زنجبار التي يخترقها خط العرض 6° جنوبا بمساحة قدرها 2460 كم² ، وجزيرة مافيا وهي أصغر الجزيرتين السابقتين ويمر فيها خط العرض 8 جنوبا.

## المظاهر الطبيعية
تتباين المظاهر التضاريسية في تنزانيا من جزء إلى آخر، ويمكن تمييز ثلاث مناطق تضاريسية فيها

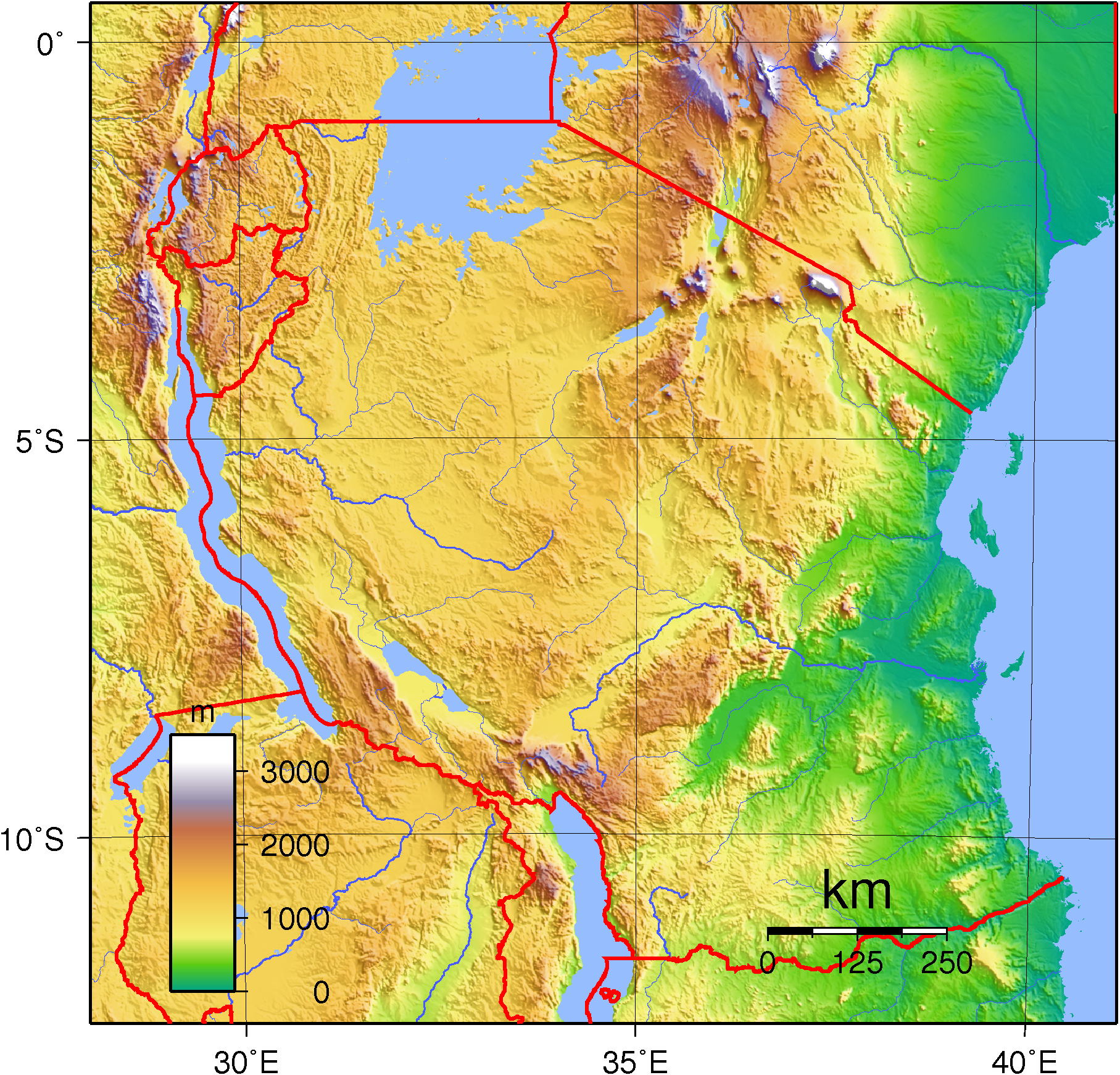
خريطة طبوغرافية تنزانيا

### السهل الساحلي
سهل ساحلي يمتد على طول الساحل ويتراوح عرضه بين 15ـ70 كم، ويبلغ أقصى عرض له في المنطقة الوسطى، ويرتفع تدريجيا باتجاه الغرب نحو الهضبة. وتنتشر على الساحل نباتات المانغروف المستنقعية، وتكثر دالات الأنهار على هذه السهل الساحلي.

### الهضبة الوسطى
التي يقدر متوسط ارتفاعها بحوالي 1000 م وعرضها بنو 900 كم وترتفع مباشرة بعد السهل، وقد يتخلل الهضبة جهات منخفضة يحتل بعضها الأخدود الأفريقي، الذي تنتشر فيه بعض البحيرات كبحيرة اورشا، وبحيرة ياسي وبحيرة ركوا، ومن أكبر هذه البحيرات والتي يخترقها خط الحدود مع الكونغو الديمقراطية وملاوي هي بحيرة تنجانيقا (مساحتها 135 ألف كم² وعمقها 1435 م) في الغرب، وبحيرة ملاوي في الجنوب الغربي 

### المرتفعات
تنتشر بعض الجبال القليلة الارتفاع التي يبلغ ارتفاعها نحو 6000 متر فوق سطح البحر وقر الوادي الأخدودي كـ جبل كليمنجارو الذي تتألف على ذروة فيه من بركان خامد وتكسو قمته الثلوج الدائمة وتغطي سفوحه الغابات، ونجد جبل ميرو جنوب غرب كليمنجارو الذي يرتفع حتى 4462 م ويشرف على مدينة أروشا، وجبل رونغوي شمال شرق بحيرة ملاوي ويصل ارتفاعه إلى 3000 م.

## المناخ
وعلى الرغم من وقوع أراضي تنزانيا ضمن المنطقة الأستوائية، فأن ارتفاع أراضيها واشرافها على المحيط الهندي أدى إلى مفارقات بين مناخها والمناخ الاستوائي الأصيل. وتتناقص درجة الحرارة التي يبلغ متوسطها السنوي 26 م قي الساحل باتجاه الهضبة ليتدنى هذا المتوسط إلى 21° م، وليستمر بالتناقص كلما ازداد الارتفاع عن سطح البحر حتى نصل إلى منطقة الثلج الدائم في جبال كليمنجارو. المتوسط السنوي للحرارة في دار السلام 26° م، وفي موسوما الواقعة على ارتفاع 1200 م يكون بحوالي 23 م، ولا يقل متوسط الحرارة الشهري في دار السلام عن 23° م، في حين ينخفض المتوسط السنوي في مبندا الواقعة على ارتفاع 1800 م إلى 17° م.
وتتعرض البلاد للرياح التجارية الجنوبية الشرقية في الصيف وللرياح التجارية الشمالية الشرقية في الشتاء وهما لا يؤديان إلى هطول أمطار بكثرة في الجزء الشمالي من تنزانيا، ولذا فأن فصل الصيف والشتاء هما الأقل مطرا (يونيو-سبتمبر، يناير - فبراير).
اما الاعتدالان فهما فصلا الأمطار، حيث تهطل معظم الأمطار في الفترة الممتدة من مارس إلى مايو ومن أكتوبر إلى نوفمبر، أما في الجزء الأوسط والجنوبي من تنزانيا (جنوبي خط عرض 5 جنوبا) فالمناخ يكون مداري ذو فصل شتوي جاف (أبريل –نوفمبر) وفصل صيفي ماطر. وإذا كانت كمية الأمطار السنوية تزيد عن 100 سم في الجزء الشمالي من الساحل (دار السلام 105 سم) فأنها تقل عن ذلك في الجزء الجنوبي (ليندي 90 سم). وتنخفض كمية المطر في الأجزاء المنخفضة من الهضبة إلى مادون 90 سم (موسوما 75 سم) لكنها ترتفع إلى أكثر من ذلك في المناطق المرتفعة المعرضة إلى الرياح الرطبة (بوكوبا 200 سم).

## الغطاء النباتي
الغطاء النباتي السائد في تنزانيا يشابه إلى حد ما الغطاء الموجود في اوغندا حيث تسود السافانا، ولا نجد الغابات الشجرية الا بالقرب من السواحل (غابة المانغروف) وعلى ضفاف الانهار.وأطراف الكتل الجبلية ذات الأمطار الغزيرة (أشجار الكافور والأرز وكاجو).

### الحيوانات
يتواجد في أراضي تنزانيا الكثير من الحيوانات العشبية كالوعول والغزلان، نرى حمار الوحشي والجاموس الوحشي والفيلة والزرافة والكركدن والأسود والضباع والذئاب.

### الأنهار
وتحتوي تنزانيا على مجموعة من الأنهار الصغيرة معظمها يصب في المحيط الهندي كما هو الحال في نهر بانغاني، ونهر وامي، ونهر رواحة الكبير، ونهرماتندو، ونهر مبمكورو، ونهر روفوما، بينما يصب البعض الآخر في مياه بحيرة تنجانيقا كـ نهر مالجاراسي، أو ينصرف نحو البحر المتوسط بواسطة بحيرة فكتوريا وروافد نهر النيل.

### الزراعة
وتعتبر البطاطا الحلوة والنخيل الزيتي والكاكاو والأرز وقصب السكر والقرنفل وجوز الهند من المحاصيل التي تجود في السهل الساحلي، بينما تنتشر في الهضاب وسفوح الجبال محاصيل الشوفان، والذرة والشعير، والحمص، والشاي والبن، والقطن، والتبغ، والموز أكثر من غيرها.
فـ السيزال هو نبات أصله اميركي تتركز زراعته في الساحل، بينما نجد القطن منتشرا جنوب بحيرة فكتوريا، وغرب دار السلام وبالقرب من كيغوما على بحيرة تنجانيقا. ويزرع البن في المرتفعات غرب بحيرة فكتوريا، وعلى سفوح جبال رونغوي وغرب مدينة تنجا وعلى سفوح كليمنجارو، كما تنتشر زراعة الشاي على سفوح جبال رونغوي، وتعتبر زنجبار أكبر منتج ومصدر للقرنفل في العالم وتحتوي أراضيها على أكثر من أربعة ملايين شجرة قرنفل تنتج أكثر من عشرة آلاف طن، وتنافس جزيرة بمبا زنجبار في إنتاج القرنفل. وتربى الأبقار بكثرة في الجهات الوسطى من البلاد حيث يقل تواجد ذبابة تسي تسي وتكثر المراعي الطبيعية.

## المعادن
وتحتوي أراضي تنزانيا على مجموعة من الماعدن الهامة، حيث اكتشف الماس في منطقة شينيانجا، وعثر على الرصاص في مبندا جنوب غرب تابورا. اما الذهب فيستخرج من مقاطعة فكتوريا وخاصة من منجم لوبا ومن سفوح جبال رونغوي. ويوجد الفحم في وادي روهوهو بالقرب من سونجيا، هذه بالإضافة إلى الفضة والقصدير والتنغستن والملح الموجودين في مناطق متفرقة من البلاد، 